# Métal Urbain
Métal Urbain ist eine französische Punkband aus Paris.

## Geschichte
Métal Urbain wurde 1977 von Clode Panik (Gesang), Eric Débris (Synthesizer, E-Drums), Herman Schwartz (Gitarre) und Pat Luger (Gitarre) gegründet. Nachdem ihre erste Single Panik nur in Frankreich erschienen war, waren sie die erste Band, die von dem britischen Independent-Label Rough Trade Records veröffentlicht wurde. Kurz vor den Aufnahmen zum ersten Album Les hommes morts sont dangereux im Dezember 1978 verließ Clode Panik die Band, und Débris übernahm den Part des Sängers. Ab 1978 experimentierte die Band mit verschiedenen Musikstilen, wobei sie jeweils unter anderen Bandnamen firmierte: „Métal Urbain“ stand für Punk, „Metal Boys“ für melodischere, elektronischere Musik und „Dr. Mix and the Remix“ für experimentellere Klänge. Als Metal Boys und Dr. Mix and the Remix veröffentlichten sie jeweils ein Album. Métal Urbain trennte sich 1980.
Métal Urbain wurde 2004 von den zwei ursprünglichen Mitgliedern Eric Débris und Herman Schwartz wiederbelebt. 2006 erschien das zweite Album der Band, J'irai chier dans ton vomi.

## Stil
Métal Urbain war die erste Punkband, die einen Drumcomputer einsetzte.

## Diskografie
- 1977: Paris Maquis (Single, Rough Trade Records)
- 1981: Les Hommes Morts Sont Dangereux (Celluloid)
- 1985: L'Age D'Or (Kompilation, Fan Club)
- 2003: Chef D'Oeuvre (Kompilation, Seventeen Records)
- 2004: Anarchy in Paris (Kompilation, Acute Records)
- 2006: J'irai chier dans ton vomi (Exclaim)
- 2008: Crève Salope (Archambault Musique)